# امانوئل میرچف
امانوئل میرچف (بلغاری: Емануел Мирчев؛ زادهٔ ۹ فوریهٔ ۲۰۰۲) بازیکن فوتبال است.
وی همچنین در تیم‌های ملی فوتبال جوانان آلمان، Bulgaria national under-19 football team، و زیر ۲۱ سال بلغارستان بازی کرده‌است.